# Impromptus (Massenet)
Pour les articles homonymes, voir Impromptu.
Les Impromptus sont deux pièces pour piano de Jules Massenet composées en 1896, et dédiées au pianiste Louis Diémer.

## Composition
Jules Massenet compose ses deux Impromptus en 1896, à Albepierre « où il s'était fixé pour composer Sapho ».

## Présentation
1. Eau dormante — Lent et calme, en sol mineur, à 
 ;
2. Eau courante — Vite, en mi bémol majeur, à 
.

## Analyse
Guy Sacre, évaluant l'importance des Jeux d'eau de Ravel dans l'histoire de la musique française, s'amuse en constatant : « de Liszt (que nous revendiquons !) à Roussel, de Massenet à Fauré, de Debussy ou Séverac à Aubert, Samazeuilh ou Roger-Ducasse, que de barcarolles et d'ondines, que d'eaux courantes, d'eaux dormantes, de sillages, de reflets dans l'eau ».